# Khepri
Khepri (tiếng Ai Cập: ḫprj, hay Khepera, Kheper, Khepra, Chepri), là một vị thần trong tôn giáo Ai Cập, được miêu tả là một người đàn ông với cái đầu là con bọ hung.

## Tên gọi
Tên gọi của vị thần Khepri (ḫprj) có liên quan đến từ ḫprr, tiếng Ai Cập có nghĩa là bọ hung. Loài bọ này thường vê tròn phân của loài khác rồi lăn về tổ, đẻ trứng lên đó, bọ hung con ra đời ngay trong "viên phân" đó. Người Ai Cập cổ đại đã ví hình ảnh này như sự chuyển động của mặt trời "lăn" trên bầu trời và sự tái sinh hàng ngày của nó. Chính vì vậy mà Khepri được biểu thị dưới dạng một con bọ cánh cứng (bọ hung) lăn "quả cầu" mặt trời lên vào buổi sáng. Do đó, ông được xem là vị thần của bình minh.

## Xuất hiện
Không có sự thờ cúng riêng nào dành riêng cho Khepri, vì ông được coi là biểu hiện của thần Ra vào lúc bình minh. Tuy nhiên, đa số các ngôi đền đều có một bức tượng hình con bọ hung.
Trong khi đó thì Khnum và Atum đại diện cho hoàng hôn, Ra thường là đại diện của buổi trưa. Trong một số lăng mộ vá các tài liệu, Khepri mang hình dáng một con bọ hung ngồi trên thuyền và được thần Nu đưa lên cao.
Người Ai Cập tin rằng bọ hung đem lại sức mạnh và may mắn cho họ. Vì thế trên những chiếc bùa hộ mệnh và trang sức đều được khắc vẽ hình những con bọ hung. Bọ hung còn được đặt trên các xác ướp để bảo vệ họ chống lại ma quỷ. Khi Pharaoh Amenhotep III băng hà, hàng trăm vật kỉ niệm có hình bọ hung đã được làm để ghi dấu những cột mốc sự kiện trong cuộc đời của ông.

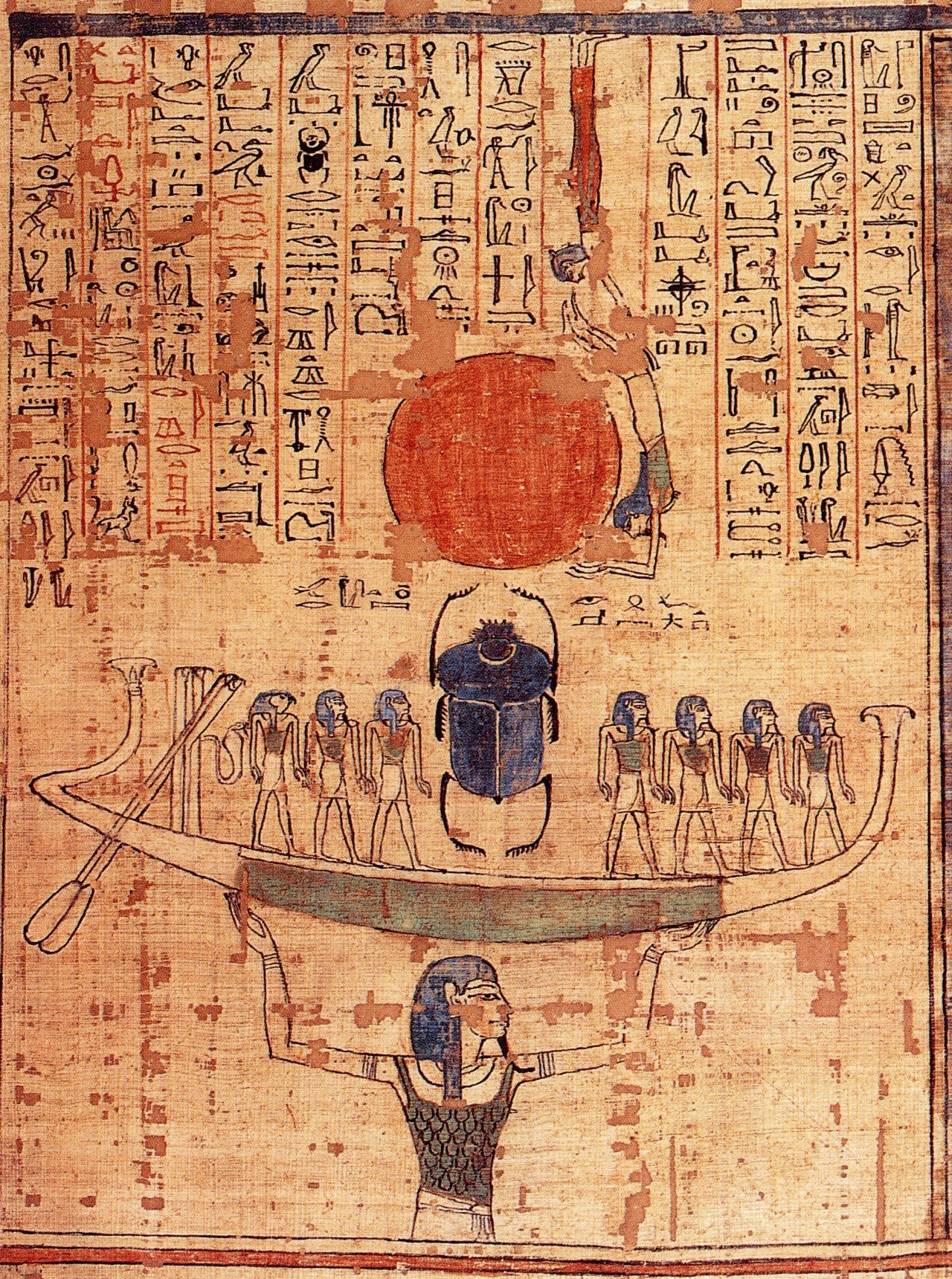
Khepri với hình dạng con bọ hung. Phía dưới là thần Nun đang nâng con thuyền chở Mặt trời.